# Kolínská univerzita
Kolínská univerzita byla založena roku 1388. Univerzita v Kolíně nad Rýnem je šestou nejstarší univerzitou ve střední Evropě a zároveň jednou z největších v Německu.

## Historie

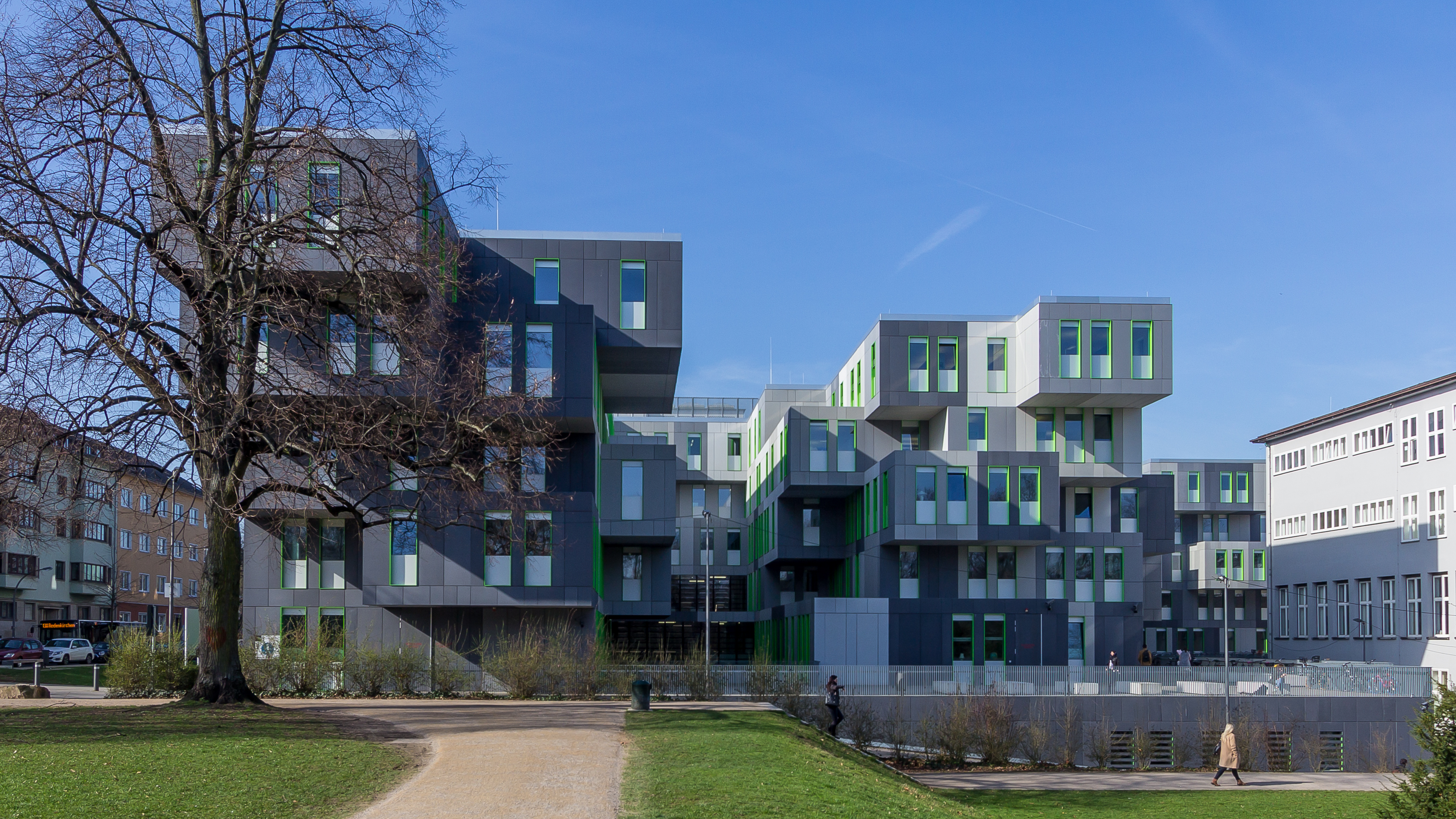
Universitní budova 102 na Universitätsstraße 22a - (Studierenden Service Center / SSC).

Kolínská univerzita byla založena roku 1388 jako čtvrtá univerzita Svaté říše římské. Zakládací listina byla podepsána papežem Urbanem IV. Výuka začala 6. ledna 1389.
- Středověká univerzita (Universitas Studii Coloniensis, 1388–1798): Rada říšského města Kolína nad Rýnem se souhlasem papeže Urbana IV. [1]

V roce 1798 byla na dlouhou dobu zrušena Francouzi a znovu obnovena až roku 1919.
- Moderní univerzita (zal. 1919): Rada města Kolína nad Rýnem pod vedením Konrada Adenauera se souhlasem pruské vlády.

Dnes univerzita disponuje šesti fakultami a vlastní univerzitní knihovnou.

## Fakulty
Univerzita je rozdělena do šesti fakult:
1. Fakulta managementu, ekonomie a sociálních věd
2. Právnická fakulta
3. Lékařská fakulta s Univerzitní nemocnicí Kolín
4. Fakulta umění a humanitních věd
5. Fakulta matematiky a přírodních věd
6. Fakulta věd o člověku

## Osobnosti univerzity

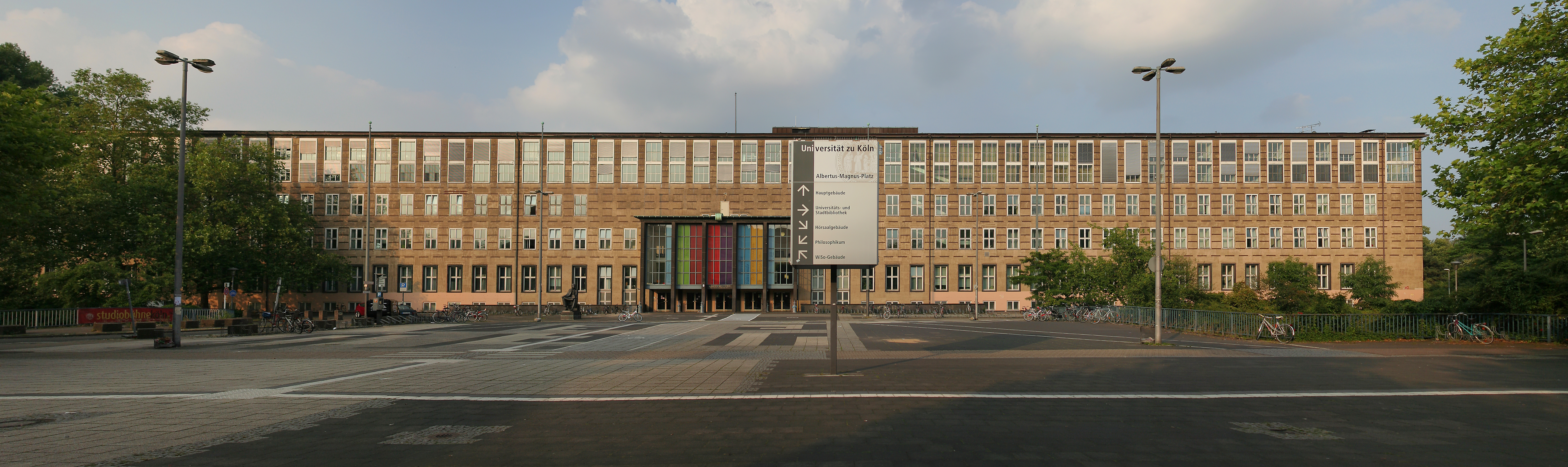
Hlavní budova univerzity

Univerzita v Kolíně od roku 1925 uděluje osobnostem, které se zvláště zasloužily o instituci samotnou, nebo o vědecký výzkum, čestné občanství (Theo Burauen, Karl Carstens). Od roku 1933 je také udělován čestný titul čestný senátor (Ehrensenator). Ten byl dosud udělen 44 osobnostem, které se zasloužily o univerzitu, jako např. Fritz Schramma, či Heinrich Brüning.
- Albert Veliký
- Tomáš Akvinský